# (I Don't Know Why) But I Do
(I Don't Know Why) But I Do è una canzone blues, in seguito diventata una canzone standard del pop, scritta da Bobby Charles (nome d'arte di Robert Guidry) e da Paul Gayten. Col passare degli anni è stata rifatta da molti artisti come Clarence "Frogman" Henry, primo esecutore, seguito da Caterina Valente in italiano con il titolo Non So Perché (ma ti amo) (come b-side di Nessuno mai), Joe Dolan con i Drifters, Bobby Vinton, Tom Jones, Timi Yuro, Lou Rawls (nel suo album del 1990, It's Supposed To Be Fun), Giuliano Palma & the Bluebeaters (brano registrato nel 1999 per The Album), Ronnie Milsap, Daniel O'Donnell, Beth McKee, Peter Mulvey, Shannon McNally, la versione jazz del 2013 all'interno dell'album Small Town Talk (Songs Of Bobby Charles), Chas Hodges, Ding Dong Daddios e da tanti altri. È stata incisa anche una versione country da Alan Ladd (2018). 

## Versione di Clarence "Frogman" Henry
La prima incisione è stata pubblicata dalla Argo Records con il numero di catalogo 5378. Il 25 dicembre 1961 raggiunse la 43ª posizione nella hit-parade dell'anno della Hot 100 sulla rivista Billboard, dietro a noti brani come Runaway di Del Shannon (5ª), (Will You Love Me) Tomorrow dei Shirelles (16ª), il tema della colonna sonora del film Exodus del duo Ferrante & Teicher (17ª), Hit the Road Jack di Ray Charles (19ª), Little Sister di Elvis Presley (39ª), Blue Moon in versione doo-wop dei Marcels (40ª).

## Cinema
Il brano appartiene alla colonna sonora del film Forrest Gump (1994) e della pellicola sudcoreana Reversal of Fortune (2003) diretta da Young-Woon Park. 

## Pubblicità
Nel 1993 la canzone venne utilizzata nella pubblicità della Fiat Cinquecento in giro tra le strade di Roma destinata al mercato anglosassone con lo slogan "Designed for Life".

## Classifiche
| Classifica (1961) | Posizione massima |
| ----------------- | ----------------- |
| Stati Uniti       | 43                |